# Joaquín Chapaprieta
Joaquín Chapaprieta y Torregrosa, né à Torrevieja le 26 octobre 1871 et mort à Madrid en 1951, est un homme d'État espagnol, à plusieurs reprises ministre et président du Conseil des ministres de la Seconde République espagnole en 1935.

## Œuvres
- Voto particular y discurso pronunciado por D. Joaquín Chapaprieta sobre la totalidad del Presupuesto para 1920-1921, 1920, Madrid.
- Proyecto de Ley sobre Fomento de la Edificación, 1923, Madrid.
- Proyecto de Ley de Oficinas de colocación y seguro contra el paro forzoso y Proyecto de Ley para estimular la creación de Cotos Sociales de Previsión, 1924, Madrid.
- Proyecto de Ley del régimen de la tierra, 1924, Madrid.
- La paz fue posible. Memorias de un político,  Ariel, 1972, Barcelone,  (ISBN 978-84-344-2432-6)